# Mission Apollo 11, les premiers pas sur la Lune
Pour plus de détails, voir Fiche technique et Distribution.
Mission Apollo 11, les premiers pas sur la Lune (titre original : Moonshot) est un téléfilm britannique réalisé par Richard Dale, diffusé en 2009.

## Synopsis
Le téléfilm retrace l'histoire de la mission Apollo 11 et incorpore des images d'archives de l'époque.

## Fiche technique
- Titre : Mission Apollo 11, les premiers pas sur la Lune
- Titre original : Moonshot
- Réalisation : Richard Dale
- Scénario : Tony Basgallop
- Photographie : Paul Jenkins
- Montage : Peter Parnham
- Musique : Richard Blair-Oliphant
- Société de production : Dangerous Films
- Pays d'origine :  Royaume-Uni
- Langue originale : anglais
- Genre : Historique
- Durée : 86 minutes
- Dates de diffusion : 
  -  Royaume-Uni : 20 juillet 2009

## Distribution
- Daniel Lapaine : Neil Armstrong
- James Marsters : Buzz Aldrin
- Andrew Lincoln : Michael Collins
- Nigel Whitmey (en) : Deke Slayton
- Anna Maxwell Martin : Janet Armstrong
- Trevor White : Alan Shepard
- Michael J. Reynolds : Gene Aldrin
- Ian Porter : William Anders
- Richard Dillane : Thomas Stafford
- Colin Stinton : Christopher Kraft

## Récompenses et distinctions
Ce téléfilm a été nommé aux Emmy Awards 2010 dans les catégories du meilleur téléfilm et du meilleur montage sonore.